# Кристина София фон Брауншвайг-Волфенбютел
Кристина София фон Брауншвайг-Волфенбютел (на немски: Christine Sophie von Braunschweig-Wolfenbüttel; * 4 април 1654, Волфенбютел; † 5 февруари 1695, Лангелебен ам Елм, Долна Саксония) от род Велфи (Нов Дом Брауншвайг), е принцеса и чрез женитба херцогиня на Брауншвайг и Люнебург и княгиня на Брауншвайг-Волфенбютел.

## Живот
Тя е втората дъщеря на херцог Рудолф Август фон Брауншвайг-Волфенбютел (1627 – 1704) и първата му съпруга графиня Кристиана Елизабет фон Барби-Мюлинген (1634 – 1681).
Кристина София се омъжва на 29 юни 1681 г. във Волфенбютел за братовчед си Август Вилхелм (1662 – 1731). Той е по-малък от нея с осем години. Бракът е бездетен.
Тя умира на 5 февруари 1695 г. на 40 години в Лангелебен ам Елм, Долна Саксония, и е погребана във Волфенбютел.